# 李大标
李大标（？—？），广西潮阳人，明朝政治人物。

## 生平
嘉靖十六年（1537年）丁酉科廣東举人出身。嘉靖四十三年，担任福建永安县知县。